# Página/12
Página/12 är en argentinsk morgontidning på spanska med vänsterprofil. Tidningen anses stå ideologiskt nära den peronistiska regeringen ledd av Cristina Fernández de Kirchner.

## Historia
Tidningen grundades 1987, av de argentinska journalisterna Jorge Lanata och Ernesto Tiffenberg.